# Unterglasurfarben

Beispiel für eine Unterglasurfarbe – Fliese mit manganvioletter Bemalung

Beispiel für eine Unterglasurfarbe – eine Bibelfliese mit kobaltblauer Bemalung

Unterglasurfarben, auch Scharffeuerfarben (franz. décor sur émail cru) sind Farben zur Bemalung von Keramik, insbesondere Fayence und Porzellan, aber auch Steingut, die im Unterschied zu Aufglasurfarben vor dem Glatt- oder Scharfbrand aufgetragen werden. Dabei können sie vor dem Glasieren direkt auf den Scherben – so bei Porzellan – oder der Bezeichnung zum Trotz unmittelbar danach auf die Glasur aufgetragen werden – so bei Fayence. In beiden Fällen wird die Dekoration von der Glasur versiegelt und geschützt.
Das Spektrum der Unterglasurfarben ist viel geringer als der Aufglasurfarben, weil nur wenige Farbstoffe – allesamt Metalloxide – die sehr hohen Temperaturen (1300–1410 °C) des Glattbrandes bestehen. Zunächst war nur Kobaltblau als Unterglasurfarbe bekannt, allerdings ließ sich der Farbton durch alkalische Zusätze in der Glasur geringfügig variieren (Hell-, Dunkel-, Grünblau). Bis ins letzte Jahrzehnt des 17. Jahrhunderts war dann eine dreifarbige Farbpalette erreicht, von Kobaltblau über Manganviolett bis hin zu Antimongelb. Im Verlauf des 18. Jahrhunderts wird die Palette schließlich durch technische Neuerungen aus Südeuropa und Asien um Kupfergrün und Eisenrot ergänzt.
Die chemische Industrie ermöglicht seit dem 19. Jh. die Herstellung weiterer Farbtöne. 1807 werden Grün, Schwarz und Braun in Form von Chromoxiden entwickelt und am Ende des 19. Jahrhunderts gelbrote und gelbbraune Töne aus Wolfram-, Molybdän-, Titan- und Vanadinverbindungen. Damit ist das Spektrum der Unterglasurfarben erschöpft.
Bekannte Porzellandekore in Unterglasurblau sind das Delfter Blau, das Zwiebelmuster und das Strohblumenmuster. 